# Českomoravské pomezí
Turistická oblast Českomoravské pomezí se rozkládá podél historické zemské hranice mezi Čechami a Moravou. K návštěvě zvou romantická města Litomyšl, Moravská Třebová, Polička, Svitavy a Vysoké Mýto se staletou historií plnou nevšedních příběhů i unikátními architektonickými skvosty.
Za renesančním klenotem, zámkem zapsaným na seznam UNESCO, se vydáte do Litomyšle. Ve Svitavách se seznámíte s osudy Oskara Schindlera, kontroverzního zachránce více než tisícovky lidských životů. Na vaši návštěvu se těší i středověkými hradbami obepnutá Polička s rodnou světničkou Bohuslava Martinů či Moravská Třebová se zámkem a starověkým tajemstvím egyptské princezny Hereret. Ve Vysokém Mýtě vás nadchne krása a noblesa automobilových elegánů z dob dávno minulých. Skvělé umělecké zážitky slibuje řada oblíbených festivalů a kulturních akcí.

Českomoravské pomezí nabízí i mnohá další atraktivní místa. Můžete objevovat tajemné kouzlo hradu Svojanova, pohádkovou zdobnost zámku v Nových Hradech nebo se vrátit do dětství na mladějovské úzkokolejce či v pískovcových skalách Toulovcových maštalí.

Na své si v regionu na pomezí Čech a Moravy přijdou také příznivci aktivního trávení volného času. Hustá síť značených turistických a cyklistických tras i moderní sportovní a volnočasové areály nabízejí ideální podmínky pro aktivní dovolenou i relaxaci. Ve Svitavách na vás čekají Brand, park Patriotů a Vodárenský les – v areálech propojujících město s přírodou najdete dětská hřiště, fitness stezku, geopark či trasy pro pěší, cyklisty i vozíčkáře. Moravská Třebová nabízí rekreační areál Knížecí louka nebo síť Hřebečských důlních stezek seznamujících s hornickou historií regionu. Vysokomýtské trailové tratě Na Vinicích zase osloví příznivce cyklistiky s trochou adrenalinu. Ve městech Českomoravského pomezí jsou vám k dispozici také sportovní haly, stadiony a další sportoviště, koupaliště, kryté bazény či aquapark. 
Pozici destinačního managementu v turistické oblasti Českomoravské pomezí zastává stejnojmenný svazek obcí, který byl založen v roce 2007. Destinační společnost realizuje zejména tyto aktivity: 
- popularizuje, zveřejňuje a propaguje vše, co vede k rozvoji cestovního ruchu v turistické oblasti
- provádí společnou přípravu a realizaci projektů v oblasti cestovního ruchu
- provádí společnou cílenou propagaci a reklamu v oblasti cestovního ruchu
- poskytuje veřejnosti informační služby, jimiž naplňuje účel a cíle destinační společnosti, a to včetně užití a přístupu k veřejně provozovaným informačním a datovým sítím
- vyměňuje zkušenosti související s rozvojem cestovního ruchu s obdobnými organizacemi v České republice i v zahraničí
- spolupracuje s vládními i nevládními organizacemi, podnikatelskými i nepodnikatelskými subjekty s cílem dalšího rozvoje cestovního ruchu v regionu

Destinační společnost Českomoravské pomezí je zakládajícím členem Destinační společnosti Východní Čechy, která zajišťuje aktivity destinačního managementu pro území Pardubického kraje.

## Členská města destinační společnosti
- Litomyšl
- Moravská Třebová
- Polička
- Svitavy
- Vysoké Mýto